# Jan Kraus
Jan Kraus, född 15 augusti 1983 i Prag, Tjeckoslovakien, är en tjeckisk skådespelare, publicist och TV-programledare. Han är son till journalisten Ota Kraus som var en förintelseöverlevare. Kraus har medverkat i över 100 filmer och TV-produktioner sedan 1960-talets mitt.

## Filmografi, urval
- 1966 – Happy End
- 1969 – Spalovac mrtvol
- 1972 – Flicka med kvast
- 1978 – Hur man väcker prinsessor
- 1980 – Arabela (TV-serie)
- 2005 – Skrítek